# 聖尼古萊市鎮

聖尼古萊市鎮在北马其顿的位置

聖尼古萊市鎮，是北马其顿的一個市镇，行政中心为聖尼古萊，属于瓦尔达尔统计区，總面積482.89平方公里，2002年人口18,497。
該市镇北臨库马诺沃市镇和克拉托沃市鎮，東接普羅比什蒂普市鎮，南毗什蒂普市镇和洛佐沃市鎮，西鄰韋萊斯市鎮和彼得羅韋茨市鎮。

## 外部連結
- 官方网站